# Tramm (Lauenbourg)
Pour les articles homonymes, voir Tramm.
Tramm est une commune allemande villageoise de l'arrondissement du duché de Lauenbourg dans le Schleswig-Holstein. Sa population était de 341 habitants au 31 décembre 2010.